# شهرستان اهر
شهرستان اَهَر یکی از شهرستان‌های استان آذربایجان شرقی در ایران است.مرکز این شهرستان، شهر اهر است.
جمعیت این شهرستان بر اساس سرشماری عمومی نفوس و مسکن در سال۹۰ هجری شمسی ۱۲۸۰۰۰ نفر می‌باشد که ۹۲۰۰۰ نفر در شهر اهر و ۳۶۰۰۰ نفر در روستاها به سر می‌برند.
مردم منطقه اهر به زبان ترکی آذربایجانی سخن می‌گویند.
کشاورزی و دامداری دو قطب اقتصادی و تولیدی در این منطقه می‌باشد در کنار آن باغداری، دامپروری و زنبورداری نیز صورت می‌گیرد. فرش‌بافی، ورنی‌بافی، جاجیم‌بافی، گلیم‌بافی در روستاها و در بین عشایر رواج دارد.
کلیه روستاهای بالای ۲۰ خانوار شهرستان اهر از امکان ارتباطات تلفن راه دور، بین‌الملل و تلفن خانگی بهره‌مند هستند.
از نقاط دیدنی آن می‌شود به بازار قدیمی شهر اهر،خانه دکتر قاسم خان اهری، مسجد جامع، بقعه شیخ شهاب الدین اهری[پارک جنگلی فندقلو] اشاره کرد.∗

## تقسیمات کشوری
شهرستان اهر دارای ۲ بخش، ۷ دهستان و ۱ شهر به شرح زیر است:
| بخش    | مرکز بخش | جمعیت بخش ۱۳۹۵ | نام دهستان | مرکز دهستان | جمعیت دهستان ۱۳۹۵ | شهر | جمعیت شهر ۱۳۹۵ |
| ------ | -------- | -------------- | ---------- | ----------- | ----------------- | --- | -------------- |
| مرکزی  | اهر      | ۱۲۳٬۹۹۶ نفر    | آذغان      | آذغان       | ۶٬۲۰۴ نفر         | اهر | ۱۰۰٬۶۴۱ نفر    |
| مرکزی  | اهر      | ۱۲۳٬۹۹۶ نفر    | اوچ هاچا   | یخفروزان    | ۴٬۴۰۷ نفر         | اهر | ۱۰۰٬۶۴۱ نفر    |
| مرکزی  | اهر      | ۱۲۳٬۹۹۶ نفر    | بزکش       | گرنگاه      | ۴٬۱۴۱ نفر         | اهر | ۱۰۰٬۶۴۱ نفر    |
| مرکزی  | اهر      | ۱۲۳٬۹۹۶ نفر    | گویجه بل   | خونیق       | ۴٬۳۰۷ نفر         | اهر | ۱۰۰٬۶۴۱ نفر    |
| مرکزی  | اهر      | ۱۲۳٬۹۹۶ نفر    | ورگهان     | ورگهان      | ۴٬۲۹۶ نفر         | اهر | ۱۰۰٬۶۴۱ نفر    |
| فندقلو | تازه کند | ۹٬۸۳۳ نفر      | قشلاق      | تازه کند    | ۶٬۲۱۱ نفر         |     |                |
| فندقلو | تازه کند | ۹٬۸۳۳ نفر      | نقدوز      | نقدوز       | ۳٬۶۲۲ نفر         |     |                |